# Golden State Warriors 1984-1985
La stagione 1984-85 dei Golden State Warriors fu la 36ª nella NBA per la franchigia.
I Golden State Warriors arrivarono sesti nella Pacific Division della Western Conference con un record di 22-60, non qualificandosi per i play-off.

## Risultati
| Squadra                | V  | P  | %    | GB |
| ---------------------- | -- | -- | ---- | -- |
| Los Angeles Lakers     | 62 | 20 | 75,6 | -  |
| Portland Trail Blazers | 42 | 40 | 51,2 | 20 |
| Phoenix Suns           | 36 | 46 | 43,9 | 26 |
| Los Angeles Clippers   | 31 | 51 | 37,8 | 31 |
| Seattle SuperSonics    | 31 | 51 | 37,8 | 31 |
| Golden State Warriors  | 22 | 60 | 26,8 | 40 |

.== Roster ==
| N° | Naz.                   | Ruolo | Sportivo         | Anno | Alt. | Peso \|\| |
| -- | ---------------------- | ----- | ---------------- | ---- | ---- | --------- |
| 7  | Stati Uniti (bandiera) | A     | Peter Thibeaux   | 1961 | 201  | 95        |
| 11 | Stati Uniti (bandiera) | G     | Othell Wilson    | 1961 | 183  | 86        |
| 13 | Stati Uniti (bandiera) | AC    | Larry Smith      | 1958 | 203  | 98        |
| 15 | Stati Uniti (bandiera) | G     | Steve Burtt      | 1962 | 188  | 84        |
| 20 | Stati Uniti (bandiera) | GA    | Terry Teagle     | 1960 | 196  | 88        |
| 21 | Stati Uniti (bandiera) | G     | Sleepy Floyd     | 1960 | 191  | 77        |
| 23 | Stati Uniti (bandiera) | G     | Mike Bratz       | 1955 | 188  | 84        |
| 32 | Stati Uniti (bandiera) | G     | Lester Conner    | 1959 | 193  | 82        |
| 33 | Stati Uniti (bandiera) | AC    | Jerome Whitehead | 1956 | 208  | 100       |
| 43 | Stati Uniti (bandiera) | A     | Mickey Johnson   | 1952 | 208  | 86        |
| 44 | Stati Uniti (bandiera) | AC    | Gary Plummer     | 1962 | 206  | 98        |
| 45 | Stati Uniti (bandiera) | GA    | Purvis Short     | 1957 | 201  | 95        |
| 50 | Stati Uniti (bandiera) | C     | Chuck Aleksinas  | 1959 | 211  | 118       |

## Staff tecnico
- Allenatore: Johnny Bach
- Vice-allenatore: Bob Zuffelato
- Preparatore atletico: Dick D'Oliva